# Brazylijska Agencja Kosmiczna
Brazylijska Agencja Kosmiczna (por. Agência Espacial Brasileira) – utworzona 10 lutego 1994, cywilna, państwowa instytucja zarządzająca brazylijskim programem kosmicznym. Do swojej dyspozycji posiada kosmodrom Centro de Lançamento de Alcântara w Alcântara, o korzystnym położeniu - blisko równika.
Powstała pod wpływem nacisków USA, które obawiały się wyznaczenia militarnych celów w brazylijskim programie kosmicznym, który przed powstaniem agencji zarządzany był przez wojsko.

Rakiety badawcze Brazylijskiej Agencji Kosmicznej

Największą porażką Brazylijskiej Agencji Kosmicznej była eksplozja rakiety nośnej VSB-30, własnej konstrukcji. 22 sierpnia 2003, gdy rakieta stała jeszcze na stanowisku startowym, doszło do przedwczesnego włączenia się silników na paliwo stałe, po czym nastąpiła eksplozja rakiety. Zginęło 21 pracowników kosmodromu.
Pierwszym sukcesem w eksploracji kosmosu, był suborbitalny lot rakiety VSB-30, 23 października 2004.
Brazylijska Agencja Kosmiczna prowadzi politykę współpracy z państwami, których programy kosmiczne są bardziej zaawansowane. Początkowo współpracowała z USA, ale po trudnościach z transferem technologii, zrezygnowała z niej. Obecnie współpracuje z krajami takimi, jak Ukraina, Izrael, Argentyna i Chiny.